# Вільченець-Боґуцький
Вільченець-Боґуцький (пол. Wilczeniec Bogucki) — село в Польщі, у гміні Фабянки Влоцлавського повіту Куявсько-Поморського воєводства.
Населення — 86 осіб (2011).
У 1975-1998 роках село належало до Влоцлавського воєводства.

## Демографія
Демографічна структура станом на 31 березня 2011 року:
|          | Загалом | Допрацездатний вік | Працездатний вік | Постпрацездатний вік |
| -------- | ------- | ------------------ | ---------------- | -------------------- |
| Чоловіки | 42      | 5                  | 34               | 3                    |
| Жінки    | 44      | 12                 | 26               | 6                    |
| Разом    | 86      | 17                 | 60               | 9                    |